# 주 타이쿤 2
《주 타이쿤 2》(영어: Zoo Tycoon2)는 마이크로소프트 게임 스튜디오와 블루 팡 게임스가 개발한 주 타이쿤의 후속작으로, 2004년 11월 2일출시되었다.

## 하는 방법

### 주 메뉴
켐페인 모드(동물원을 경영하는 방법 등을 배울 수 있음.), 챌린지 모드(제한된 조건으로 과제를 수행해 나가는 것), 자유 게임 모드(사용자 마음대로 동물원을 운영해 나가는 것), 다운로드, 게임 옵션, 저장한 게임 불러오기 등을 할 수 있다.

### 동물원 건설

#### 울타리 건설
자유형 울타리 모드, 직사각형 울타리 모드, 8각형 울타리 모드로 구성돼 있으며 철조망, 나무, 강화유리, 벽돌, 돌 등의 재료로 만들 수 있다.

#### 길만들기
흙, 콘크리트, 아스팔트, 벽돌, 돌 등의 재료로 길을 낼 수 있다.

#### 건물 만들기
화장실, 현금 인출기, 식당, 매점, 기념품 판매점, 전망대, 기념사진 촬영대 등의 건물이 있다.

#### 조경 꾸미기
분수, 휴지통, 벤치, 동물원 안내지도, 동상 등을 만들 수 있다.

#### 이동 시설
관람객들이 동물원을 더 다양한 모습으로 볼 수 있도록 사파리, 리프트 등을 탈 수 있고 멸종 위기 동물원, 아프리카 어드벤처, 주키퍼 컬렉션에서만 할 수 있다. 사파리는 지프로 운영되며 4,5,7명이 탑승할 수 있는 여러 색상의 지프가 있다.

### 동물보살피기
동물에 따라 입양비, 관리비 등이 다르다. 관람객들에게 가장 인기가 높은 판다가 5만불로 가장 비싸다. 사육사를 고용할 수도 있고 비용을 절감하려면 사용자가 직접해도 된다. 야생으로 돌려보내면 동물원 명성이 올라간다.

### 직원
사육사, 관리원, 안내원을 고용할 수 있고 해고도 사용자 마음대로 할 수 있다. 월급은 사육사는 500불, 관리원과 안내원은 200불이며 사육사는 관리하는 구역을 사용자가 지정할 수 있다.

### 동물원 명성
화면 좌측 상단에 동물원의 명성이 별 1개에서 5개로 나타난다. 동물원에 있는 동물이 많을수록, 야생으로 동물을 많이 돌려보낼수록, 관람객들의 만족도가 높을수록 올라간다. 챌린지 모드나 캠페인 모드에서는 과제를 수행하거나 상을 받아도 명성을 올릴 수 있다.

### 돈벌기
- 기부금-관람객들이 동물과 안내원들의 설명에 만족하면 우리 앞 기부함에 기부를 할 수 있다. 또한 챌린지 모드나 캠페인 모드에서는 일정 과제를 수행하면 단체에서 동물원에 기부금을 낼 수도 있다.
- 입장료-입장료는 사용자가 지정할 수 있으며 입장료는 공짜, 10불, 20불, 50불로 나뉜다.
- 음식과 음료 판매-각 식당과 매점마다 값을 결정할 수 있다.
- 기념품 판매-선물 가판대는 선물 가게에 비해 유지비가 적게 들지만 기념품 역시 싼 편이다.
- 재활용품 판매-기존의 울타리, 길, 건물등을 철거하면 일정한 돈을 받는다. 또한 퇴비 저장소를 설치하면 동물들의 배설물을 퇴비로 팔아 수입을 올릴 수 있다.

해양동물편에는 새로운직원 조련사가 나오고
멸종동물편에서는 새로운직원 고고학자와 공룡, 스밀로돈 옷을 입은 마스코트가 나온다.

## 확장 팩
- 멸종 위기 동물원
- 아프리카 어드벤처
- 공룡 팩(원래는 따로 구매해야 되는 것이지만, 멸종동물원에 포함되어있다.)
- 해양 동물편
- 멸종 동물원(멸종 동물원은 영문판으로만 즐길 수 있다.)
- 기본 팩과 멸종 위기 동물원, 아프리카 어드벤처를 합친 주키퍼 컬렉션
- 기본 팩,멸종 위기 동물원,아프리카 어드벤처,해양 동물원,멸종 동물원을 합친 얼티메이트 컬랙션도 있다.

## 평가
| 평가 |        |
| --- | ------ |
| 통합 점수 통합사 점수 메타크리틱 72/100 [ 1 ] 평론 점수 평론사 점수 유로게이머 7/10 [ 2 ] 게임 레볼루션 [ 3 ] 게임스팟 7.2/10 [ 4 ] 게임스파이 [ 5 ] IGN 7.5/10 [ 6 ] |        |
| 통합 점수 |        |
| 통합사 | 점수   |
| 메타크리틱 | 72/100 |
| 평론 점수 |        |
| 평론사 | 점수   |
| 유로게이머 | 7/10   |
| 게임 레볼루션 | [ 3 ]  |
| 게임스팟 | 7.2/10 |
| 게임스파이 | [ 5 ]  |
| IGN | 7.5/10 |

## 같이 보기
- 주 타이쿤